# احمد کریمی حکاک
احمد کریمی حکاک (۱۶ بهمن ۱۳۲۲) نویسنده، مترجم و پژوهشگر ادبی اهل ایران است.

## زندگی و تحصیلات
احمد کریمی حکاک در سال ۱۳۲۲ در مشهد به دنیا آمد. در سال ۱۳۴۵ از دانشکده ادبیات دانشگاه تهران در رشته ادبیات انگلیسی فارغ‌التحصیل گردید و یک سال بعد از دانشگاه ارتش، موفق به اخذ گواهی تدریس شد. کریمی حکاک سپس برای ادامهٔ تحصیل به آمریکا رفت. از دانشگاه میزوری در کانزاس‌سیتی مدرک کارشناسی ارشد خود را در رشتهٔ ادبیات انگلیسی دریافت کرد و پس از آن ادبیات تطبیقی را در دانشگاه راجرز نیوجرسی دانشگاه راتگرز تا مقطع دکترا ادامه داد. در سال ۱۳۵۸ (۱۹۷۹ میلادی) از پایان‌نامه‌اش با عنوان «شاهنامه فردوسی در فرانسه و انگلستان ۱۷۷۰–۱۸۶۰: پژوهشی در مواجهه اروپاییان با حماسه شاهان پارسی» دفاع کرد.
او در بازگشت به ایران، به دانشکده ادبیات دانشگاه تهران رفت تا در جایگاه استادیار در رشته ادبیات تطبیقی برای دو سال به فعالیت بپردازد. در همین زمان، مدیریت کتابخانه دانشکده ادبیات را در همان دانشگاه به عهده داشت. کریمی قبل از مهاجرت به آمریکا در مدرسه عالی ترجمه ادبیات تطبیقی تدریس می‌کرد و پس از پیروزی انقلاب اسلامی در سال ۱۳۵۷ معاونت مدرسه عالی ترجمه را برای یک سال برعهده گرفت.
پس از آن در سال ۱۳۶۳ (۱۹۸۴ میلادی) به آمریکا مهاجرت کرد و با دپارتمان زبان انگلیسی و زبانهای شرقی و آفریقایی دانشگاه تگزاس در آستین آغاز به همکاری نمود. یک سال بعد به دانشگاه واشینگتن در شهر سیاتل، واشینگتن رفت و فعالیت خود را با عنوان استادیار در رشته زبان و ادبیات فارسی و همچنین فرهنگ و تمدن ایرانی ادامه داد. او همچنان تا سال ۱۳۸۳ (۲۰۰۴ میلادی) در مسند استادی در آن دانشگاه باقی ماند. پس از آن به ایالت مریلند رفت و تا امروز در دانشگاه مریلند با درجه استادی به تدریس اشتغال دارد. وی از اعضای سازمان نایاک است.

## تألیف و ترجمه
از احمد کریمی حکاک به زبان‌های فارسی و انگلیسی آثار متعددی به چاپ رسیده. به علاوه او به زبان فرانسه آشنایی کامل دارد.
ترجمه به فارسی را از جوانی آغاز کرد. از آثار او در این زمینه می‌توان به "گزیده اشعار کارل سندبرگ"، "بلندی‌های ماچوپیچو" از پابلو نرودا، "تام جونز" اثر هنری فیلدینگ، "سرچشمه‌های داستان کوتاه فارسی" نوشته کریستف بالایی اشاره کرد.
گردانه‌های از فارسی به انگلیسی هم در کارنامهٔ کریمی حکاک به چشم می‌خورد. ترجمه‌هایی از اشعار اسماعیل خویی، فروغ فرخزاد و عباس کیارستمی از آن جمله‌اند.
اما شناخته‌شده‌ترین اثر تألیفی ایشان کتاب "طلیعه تجدد در شعر فارسی" است. این کتاب به زبان انگلیسی با عنوان "Recasting Persian Poetry: Scenarios of poetic modernity in Iran" در سال ۱۹۹۵ میلادی نوشته شده و در ایران، سال ۱۳۸۴، به ترجمه مسعود جعفری جزی (استاد دانشگاه خوارزمی) به همت انتشارات مروارید منتشر گردید. کریمی حکاک در پیشگفتار ترجمه این کتاب اینطور می‌نویسد:
«از پیامدهای مهاجرت جمعی از ایرانیان تحصیلکرده به اروپا و آمریکا در خلال دو سه دههٔ گذشته یکی هم حضور گسترده استادان و پژوهشگران ایرانی در دانشگاه‌های غرب است. این امر نیز به نوبه خود اثراتی بر جا گذاشته و ثمراتی به بار آورده‌است، از جمله نشر آثار پژوهشی مربوط به مطالعات ایرانی به زبان‌های اروپایی. این تالیفات نوعاً با پژوهش‌هایی که در ایران و توسط دانشگاهیانی انجام می‌شود که تحصیلات خود را عمدتاً در وطن به انجام رسانده‌اند تفاوت‌هایی دارد؛ خواه در روش تحقیق و عرضه‌داشت مطلب، خواه در شیوه‌های ارجاع و استدلال و استنتاج و جز اینها. بدین‌سان می‌توان با اطمینان خاطر اظهار امیدواری کرد که حضور همزمان دو آیین پژوهش در کنار یکدیگر راهگشای گفت و شنودی مثبت و سازنده باشد در فراسوی موضوع و مقوله مورد تحقیق؛ به گونه‌ای که هر دو گروه پژوهنده بتوانند از آن بهره گیرند و نسل‌های آینده پژوهشگران بتوانند در آنها به دیده تأمل بنگرند. من در مقام یکی از پژوهشگران ادب فارسی همیشه چنین اندیشیده‌ام که شاگرد دو مکتبم، در مکتبی با سنت شکوهمند ادب فارسی کلاسیک و مدرن آشنا شده‌ام و در مکتب دیگر - عمدتاً با توجه به نظریه‌های ادبی و شیوه‌های تفسیر متون - اصول و موازین نقد و تحلیل و تاویل را آموخته‌ام. چالشی هم که همواره با آن رویاروی بوده‌ام این بوده‌است که از یک سو، راه‌های جدیدی را برای بهره‌گیری از نظریات نظریه‌پردازان غرب در درک بهتر تاریخ ادب فارسی بیابم و بیازمایم و از سوی دیگر، با ترجمه و تحلیل نمونه‌هایی از سنت درخشان ادب فارسی و منطق حرکت و تکوین و تحول آن در زمان، این امکان را برای نظریه‌پردازان غربی پدیدآورم تا در تکمیل و تدوین نظر خویش در جمال‌شناسی، سبک‌شناسی، تاویل متن و تاریخ ادبی پایهٔ کار را بر آشنایی فزاینده‌ای با سنت ادب فارسی قرار دهند و از این آشنایی در راه شمول آرای خود بر بخش وسیع‌تری از میراث ادبی بشر بهره برند. این آرمان را هم‌گامی در راه هدفی بزرگتر می‌شمارم، که همانا دستیابی به ادبیات به مثابهٔ یکی از بزرگترین مواریث بشر است.»
کریمی حکاک در این کتاب می‌کوشد تا سیر شعر فارسی از کلاسیک به مدرن را نمایان سازد؛ ناگزیر از عهد ناصری تا نیما یوشیج پیش می‌آید و به دستیاری تئوری‌های نقد ادبی به تحلیل و تبیین چگونگی پوست‌اندازی شعر فارسی می‌پردازد.
از او همچنین کتابهای دیگری به زبان انگلیسی منتشر شده که هنوز به فارسی برنیامده. به علاوه مقالات فراوانی به زبانهای فارسی و انگلیسی در نشریات مختلف دانشگاهی و ادبی به طبع رسانده‌است. همچنین مدخل‌های کاملی دربارهٔ ایران و ادبیات فارسی در دائرةالمعارف‌هایی چون ایرانیکا و بریتانیکا به قلم احمد کریمی حکاک نوشته آمده.

## کتابشناسی

### آثار فارسی
- «انسان خود را می‌سازد»، وی. گردن چایلد، انتشارات فرانکلین، تهران ۱۳۵۲
- «برگزیده اشعار کارل سندبرگ»، کارل سندبرگ، انتشارات آزاد، تهران ۱۳۶۰، با همکاری محمود آزاد
- «بلندی‌های ماچوپیچو»، مجموعه شعر، پابلو نرودا، انتشارات آزاد، تهران ۱۳۶۱، با همکاری فرامرز سلیمانی
- «تام جونز»، هنری فیلدینگ، نشر نیلوفر، تهران ۱۳۶۳
- «سرچشمه‌های داستان کوتاه فارسی»، کریستف بالایی، انستیتو ایرانشناسی فرانسه، پاریس - تهران ۱۳۶۶
- «طلیعه تجدد در شعر فارسی»، ترجمه مسعود جعفری جزی، انتشارات مروارید، تهران ۱۳۸۴

### آثار انگلیسی
- Edges of Poetry: Selected Poems of Esmail Khoi, A Bilingual Text, Translated with an Introduction [with Michael Beard], Santa Monica: Blue Logos Press 1995
- Recasting Persian Poetry: Scenarios of Poetic Modernity in Iran, Salt Lake City: University of Utah Press 1995
- Remembering the Flight: Twenty Poems by Forugh Farrokhzad, Translated with an Introduction, Vancouver, B. C. : NIK Publishers 1997
- Outlandia: Songs of Exile, Translated into English [with Michael Beard], Vancouver, B. C. : NIK Publishers 1999
- Walking with the Wind: Poems by Abbas Kiarostami, Translated into English [with Michael Beard], Cambridge, MA: Harvard Archives Series, 2001
- Essays on Nima Yushij: Animating Modernity in Persian Poetry, Brill, 2004
- Strange Times, My Dear: The PEN Anthology of Contemporary Iranian Literature, Arcade, 2005